# Râul Jeravăț
Râul Jeravăț sau Râul Jarovăț sau Râul Jăravăț este un curs de apă, afluent al râului Bârlad.